# 514e régiment de chars de combat
Pour les articles homonymes, voir 514e régiment.
Le 514e régiment de chars de combat est une unité blindée de l'Armée française, existant pendant l'entre-deux-guerres.

## Création et différentes dénominations
- 1923 : création du 514e régiment de chars de combat
- 1927 : dissous

## Historique
Il est créé en 1923. En garnison à Poitiers et Tours, il est dissout en 1927.

## Étendard
L'étendard du régiment ne porte aucune inscription.